# Abraxas propior
Abraxas propior là một loài bướm đêm trong họ Geometridae.